# Звонимир Станковић
Звонимир Станковић (Лесковац, 22. новембра 1983) српски је фудбалер који тренутно наступа за Дубочицу из Лесковца. Игра у одбрани.
Син је некадашњег фудбалера и тренера Дубочице Драгана Станковића Шимија.